# 臨時便
臨時便（りんじびん）とは、鉄道・バス・航空機・船舶等の公共交通機関において、旅客あるいは貨物の需要が通常より大きくなる繁忙期に通常運行以外の枠で特に運行される便を指すものである。

## バス
定期便にすぐ続いて運行される場合は続行便と呼ばれる。

## 航空
夏休みや大型連休、年末年始などの繁忙期に、定期便に近接する時間帯に増発する形で設定されることが多い。 なおこの場合は、定期便とは異なる機材やサービスが適用となることがあるほか、便名も定期便では通常用いられない。（例:日本航空における関西～ホノルル便は通常JL792便だが、臨時便は8000番台が命名されJL8792という便名で追加運航がなされる時がある） また、主に国際線就航地や国内線でも南西諸島の離島においては、台風等の天候不順が発生すると、代替交通機関含め運行がなされず、長期間に渡り復路便利用の旅客が足止めされ、孤立状態に陥ることがある。とくに一部の航空会社では、その場合に運航される臨時便を「補航便」という別の呼称で区別している。補航便とは、欠航になった便の旅客を救済する目的で航空会社の厚意で設定されるもので、原則欠航となった復路便の乗客が振替で利用するため、当該便だけの利用は不可能である。